# 6 dannati in cerca di gloria
6 dannati in cerca di glorie (The Invincible Six) è un film del 1970 diretto da Jean Negulesco.